# KUD „Ilija Kišić” Herceg Novi
Kulturno umjetničko društvo Ilja Kišić – Zelenika, kraj Herceg Novog osnovano je 1936. godine i do 1968. godine nosilo je ime „Polet“. 
Od 1968. godine nosi ime narodnog heroja Zeleničanina Ilije Kišića. KUD je dobitnik Oktobarske nagrade Herceg Novog kao i drugih nagrada za doprinos u kulturi. Koncertima širom zemlje i inostranstva prenosili su igrom i pjesmom ljepotu zavičaja .
Istaknuti koreografi ovog društva su Vlado Ožegović i Branko Jablan (1986 nagrada u Španiji za koreografiju „Crna Gora“ i „Linđo“), a izuzetan doprinos u afirmaciji društva, njegovanju dobrih međuljudskih odnosa,čuvanju tradicije dao je i zeleničanin Ilija Preočanin.